# Plectophanes altus
Plectophanes altus är en spindelart som beskrevs av Forster 1964. Plectophanes altus ingår i släktet Plectophanes och familjen Cycloctenidae. Inga underarter finns listade i Catalogue of Life.